# جمعية التكافل الإنساني
جمعية التكافل الإنساني جمعية غير حكومية حائزة على «جائزة نانسن للاجئين لعام 2011م» من الأمم المتحدة. تأسست جمعية التكافل الإنساني في اليمن محافظة شبوة مديرية (ميفعة) عـام 1995م، حصلت جمعية التكافل الإنساني على جائزة نانسن للاجئين لعام 2011م من الأمم المتحدة وهي أول جمعية عربية على المستوى الشرق الأوسط تحصل على مثل هذه الجائزة منذ ان تأسست في عام 1954م وهي تمنح لفرد أو منظمة تقدم أعمال متميزة في المجال الإنساني.
إلى جانب المشاريع الإغاثية تعمل الجمعية على مجموعة من المشاريع والبرامج الخدماتية مثل الانشطة والفعاليات الاجتماعية التي تهدف بالانتقال بالشرائح المحتاجة من دائرة الاحتياج إلى دائرة الاكتفاء والإنتاج.